# Vnukovski
Vnukovski (del ruso: Внуковский) es un jútor del raión de Kavkázskaya del krai de Krasnodar, en el sur de Rusia. Está situado en la orilla derecha del río Chelbas, en la cabecera del río Beisug, 15 km al noroeste de Kropotkin y 129 km al nordeste de Krasnodar, la capital del krai. Tenía 442 habitantes en 2010.
Pertenece al municipio Privólnoye.